# Girls of the Golden West
Girls of the Golden West was een Amerikaans zangduo.

## Bezetting
- Mildred Fern Good (11 april 1913 - 3 mei 1993), zang
- Dorothy Laverne Good (11 december 1915 - 12 november 1967), zang

## Geschiedenis
Oorspronkelijk waren de zussen afkomstig uit Mount Carmel, maar groeiden op in Mount Vernon en St. Louis. Daar hadden ze ook hun eerste optredens bij de plaatselijke radiozender KNOX. Hun familienaam Goad beviel hun niet voor de radio en aldus veranderden ze hem in Good. Na een suggestie van een zender-employee stemden ze uiteindelijk in met hun artiestennaam The Girls of the Golden West, die een hommage was aan de in 1910 in première gegane opera La Fanciulla del West van Giacomo Puccini en op een kort verhaal van Bret Harte en het theaterstuk van David Belasco berust.
Na een kort intermezzo bij het borderstation XER wisselden ze in 1933 uiteindelijk naar de zender WLS in Chicago, waar ze spoedig populaire leden werden van de National Barn Dance. In het WLS Family Album, een voor reclamedoeleinden uitgegeven jaarboek, werden ze gekenmerkt als echte cowgirls uit een Texaans nest genaamd Muleshoe, een legende die ze later ook voortzetten.
Bij WLS ontmoetten de beide zusters Gene Autry, met wie ze op tournee gingen. Autry's vriend en jarenlange sidekick Smiley Burnette moedigde hen aan, het met eigen composities te proberen en hielp hen bij hun eerste eigen song Two Cowgirls on the Lone Prairie. Tijdens deze periode ontwikkelden ze ook hun eigen onmiskenbare kledingstijl. Over het algemeen maakten ze hun rijkelijk met franjes en applicaties versierde blouses en rokken zelf. Samen met filmcowboys als Gene Autry en Roy Rogers kenmerkten ze zo de typische westernstijl van deze periode, die later ook op talrijke countrymuzikanten overspringen zou.
In 1937 verlieten ze WLS en gingen naar WLW in Cincinnati, waar ze in shows optraden als Renfro Valley Barn Dance, Boone County Jamboree en Midwestern Hayride. Nadat het enthousiasme van het publiek voor de zingende cowboys aan het eind van de jaren 1940 geleidelijk begon te verslappen, neigde de carrière van de meiden zich naar het einde. In 1949 hadden ze hun laatste liveoptreden. In 1963 maakten ze nog enkele opnamen voor het Texaanse Bluebonnet Records.
Naast hun optreden op de radio en bij tournee-concerten maakten ze ook talrijke plaatopnamen, vooreerst in juli 1933 voor Bluebird Records, later voor ARC Records tot 1938. Terwijl ze naast balladen uit het zuidwesten van de Verenigde Staten vervolgens hoofdzakelijk traditionele cowboysongs opnamen, sloeg de balans steeds meer uit naar eigen composities als Silvery Moon on the Golden Gate, dat hun handelsmerk werd. In 1938 beliep het cowboy-aandeel nog ongeveer de helft van hun opnamen.
Hun zangstijl bleven ze echter steeds trouw: tweestemmig harmonisch gezang, begeleid op de gitaar en verrijkt met virtueel uitgevoerd gejodel. Daarmee leken ze stilistisch deels op de broeder-duo's van deze periode, zoals The Delmore Brothers en The Blue Sky Boys. Dankzij hun uiterlijke verschijning en hun songkeuze werden ze echter meer toegedicht aan de western-groepering. In de toentertijd nog door mannen gedomineerde muziekbusiness werden de meiden tot een voorbeeld en wegbereider voor vrouwelijke artiesten, in het bijzonder voor duo's als The Davis Sisters.